# レッツィグルンド・シュタディオン
レッツィグルンド（Letzigrund, ニックネームをLetzi）は、スイスのチューリッヒに位置する陸上競技場（多目的スタジアム）。

## 概要
1925年2月22日に完成。FCチューリッヒの本拠地だけでなく、陸上競技の万達ダイヤモンドリーグの大会「ヴェルトクラッセチューリッヒ」が毎年開催されている。2014年にはヨーロッパ選手権が開催された。UEFA EURO 2008ではグループCの3試合が行われた。